# Caisse de garantie et d'amortissement
La Caisse de garantie et d'amortissement est une institution financière française mise en place par le Consulat en 1800 et destinée à l'étalement de la Dette publique. Liquidée en 1816, elle fut remplacée par la Caisse des dépôts et consignations.

## Statuts

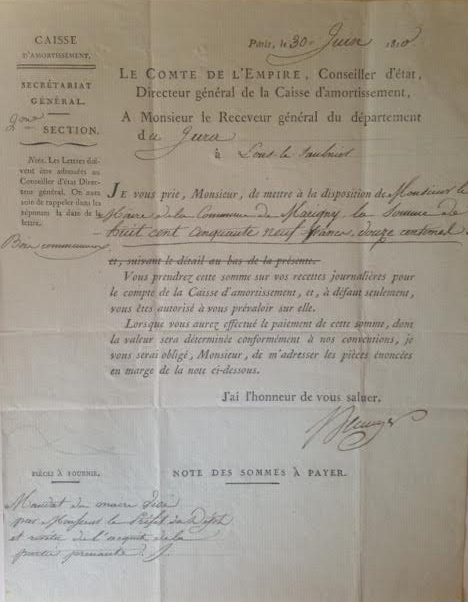
Note du secrétaire général au receveur général du Jura le 30 juin 1810 (Archives de la Caisse d'amortissement).

La création de cette caisse fait suite à la loi du 6 frimaire an VIII (27 novembre 1799) relative aux obligations et cautionnements à fournir par les receveurs généraux de département. Ses fonds étaient « destinés à garantir le remboursement des obligations protestées [sur les receveurs généraux], et à opérer successivement l'amortissement de la dette publique ».
Sur proposition du ministre des finances Gaudin, l’Arrêté du 28 nivôse an VIII (18 janvier 1800) précise que :
- tous les fonds que recevra la caisse d'amortissement seront versés par elle à la Banque de France ;
- la moitié des fonds provenant des cautionnements à fournir par les receveurs généraux de département en exécution de la loi du 6 frimaire, sera portée en compte courant au crédit de la caisse d'amortissement ; l'autre moitié sera convertie en actions de la banque, inscrites au nom de la caisse d'amortissement ;
- les obligations des receveurs généraux de département, qui auront été protestées sur eux, seront visées par l'administration de la caisse d'amortissement, et ensuite remboursées par la banque, jusqu'à concurrence tant des fonds qui y auront été versés à titre d'actions, que de ceux qui existeraient alors dans ses caisses à titre de compte courant ;
- le recouvrement desdites obligations sera poursuivi par la banque et à son profit, avec subrogation à tous les droits de la nation.

## Fonctionnement

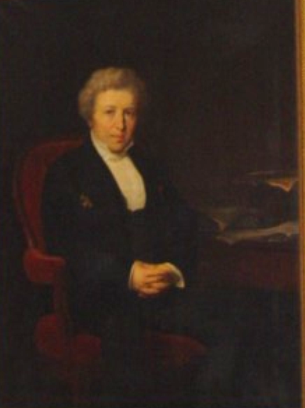
Le comte Jean Bérenger, directeur général de la Caisse de garantie et d'amortissement.

La principale fonction de la Caisse de garantie et d'amortissement arrêté le 23 messidor an IX s'inscrit dans l'organisation du « service de liquidation de la dette publique », initié en 1791 (et qui prendra fin en 1825). Le « conseil de la liquidation de la dette publique », avec à sa tête un directeur général, Jacques Defermon, est en effet chargé plus tard de la « liquidation générale et définitive de toutes les parties de la dette publique » (arrêté du 19 prairial an X). 
Appelée assez vite « Caisse amortissement », elle est distincte de la caisse du Trésor public : quand les receveurs collectaient les contributions foncières départementales, ils devaient prélever 1/20e en espèces métalliques à titre de cautionnement et les verser à la Caisse des amortissements, en prévision de l'apurement de la Dette publique.
Ce qui reste des Biens nationaux, soit un capital de 180 millions de francs (évaluation de 1791), est immobilisé au profit de l’Instruction publique et des militaires invalides. Une partie des revenus de ce capital entre dans les comptes de la Caisse afin d'apurer le passif.
Rapportant à Gaudin, Nicolas François Mollien, nommé directeur de la Caisse d'amortissement, réorganise pendant la première année l'émission d'une rente d’État à hauteur d'un million de titres à 5 %. Il est assisté de 4 administrateurs, un caissier et un secrétaire général.
Par la suite, c'est le comte Jean Bérenger qui remplace Mollien, nommé ministre du Trésor public en remplacement de Barbé-Marbois, évincé après la crise de la fin de 1805. Il y reste pendant quasiment toute la durée de l'Empire, recevant une abondante correspondance de Napoléon qui s'implique quotidiennement dans les affaires financières du pays, et plus encore dans le financement, à travers l'Europe, de la Grande Armée. Rigoureux mais libéral, le comte Bérenger veille à la gestion du Trésor public et à la limitation de la pression fiscale.
La Caisse est alors située rue de l'Oratoire à Paris.

## Liquidation
La Caisse de garantie et d'amortissement, plusieurs fois réformée entre 1804 et 1811, est liquidée le 28 avril 1816 par Louis-Emmanuel Corvetto au profit de la Caisse des dépôts et consignations. Une nouvelle « Caisse d’amortissement », dépendante à la fois de l’État et des élus départementaux, voit le jour la même année et est destinée à recueillir les produits et revenus issus des services postaux. Enfin, en 1818, apparaît le système de la caisse d'épargne offrant un compte rémunéré, apportant des fonds à l’État destinés à l’apurement de la Dette publique. 

## Sources
- « Bulletin des Lois de la République », n° 1, p. 8-9. In : Bulletin des Lois de la République Française, 3e série, tome 1 : Contenant les Lois et Arrêtés rendus depuis le mois de Nivôse jusqu'au dernier jour Complémentaire an VIII, Paris, Imprimerie de la République, an IX (1800).